# 霹靂啪喇
霹靂啪喇控股有限公司（英語：BILLYBALA HOLDINGS LIMITED，港交所除牌時8117.HK），曾是香港交易所創業板上市。1999年由鄭裕彤兒子鄭家成先生創立，於2001年在香港交易所創業板上市。主要從事生產及開發電子遊戲產品業務。
2004年出售給民營企業家馬爭、余宏志有關人士、亞太資源等股東，由中國基礎資源取代上市。

## 外部連結
- 中國基礎資源 WEBB-SITE.COM （页面存档备份，存于）
- 霹 靂 啪 喇 新 股 東 提 全 購 星島日報[]